# Hebestatis lanthanus
Hebestatis lanthanus là một loài nhện trong họ Ctenizidae.
Loài này thuộc chi Hebestatis. Hebestatis lanthanus được miêu tả năm 1988 bởi Carlos E. Valerio.